# Ukrainian Neurosurgical Journal
«Ukrainian Neurosurgical Journal» — науковий медичний журнал, що рецензується. Видання практикує політику негайного відкритого доступу до опублікованого змісту. Журнал публікує матеріали, що стосуються фундаментальних і клінічних досліджень в нейрохірургії, а також нейрорадіології, отоневрології, клінічній нейрофізіології, органічній неврології, нейроімунології, нейробіхіміі, нейропатоморфології та інших суміжних областях.

## Засновники
Національна академія медичних наук України
Інститут нейрохірургії імені академіка А. П. Ромоданова НАМН України
Українська Асоціація Нейрохірургів

## Видавець
Інститут нейрохірургії імені академіка А. П. Ромоданова НАМН України

## Історія
Перший номер першого в Україні журналу, що висвітлює питання етіології, патогенезу, клініки, діагностики та лікування нейрохірургічної патології, вийшов у квітні 1995 р. під назвою Бюлетень Української Асоціації Нейрохірургів, і за період 1995—1999 рр. опубліковано вісім його номерів. З 2000 по 2018 журнал виходив під назвою «Український нейрохірургічний журнал = Украинский нейрохирургический журнал = Ukrainian Neurosurgical Journal» (pISSN 1810-3154, eISSN 2412-8791). У 2019 перереєстрований з єдиною назвою «Ukrainian Neurosurgical Journal» (pISSN 2663-9084, eISSN 2663-9092) і з такою назвою видається до теперішнього часу.

## Головний редактор
Педаченко Євгеній Георгійович(Київ, Україна)

## Заступник головного редактора
Білошицький Вадим Васильович (Київ, Україна)

## Завідувач редакції
Никифорова Анна Миколаївна (Київ, Україна)

## Редакційна колегія
Арраез Мігель А. (Малага, Іспанія) • Вукич Мирослав (Загреб, Хорватія) • Газіоглу Нурпері (Істанбул, Туреччина) • Гук Андрій Петрович (Київ, Україна) • Ендрюс Рассел Дж. (Лос Гатос, Сполучені Штати) • Запухлих Григорій (Кишинів, Молдова) • Зельман Володимир (Лос-Анджелес, Сполучені Штати) • Карієв Гайрат Маратович (Ташкент, Узбекистан) • Като Йоко (Тойоаке, Японія) • Крегг Роман (Лондон, Велика Британія) • Малишева Тетяна Андріївна (Київ, Україна) • Медведєв Володимир Вікторович (Київ, Україна) • Меламед Ізраїль (Беер Шева, Ізраїль) • Нетлюх Андрій Михайлович (Львів, Україна) • Райнов Микола (Мюнхен, Німеччина) • Расуліч Лукас Грюіца (Белград, Сербія) • Розуменко Володимир Давидович (Київ, Україна) • Рутка Джеймс (Торонто, Канада) • Сірко Андрій Григорович (Дніпро, Україна) • Смоланка Володимир Іванович (Ужгород, Україна) • Смрчка Мартін (Брно, Чехія) • Фіщенко Яків Віталійович (Київ, Україна) • Хижняк Михайло Віталійович (Київ, Україна) • Цимбалюк Віталій Іванович (Київ, Україна) • Шанько Юрій Георгійович (Мінськ, Білорусь)[джерело?]